# Интерлейкин 1, альфа
Интерлейкин 1, альфа (IL1a) —  провоспалительный цитокин, член семейства интерлейкина 1. Впервые описан в 1985 году наряду с интерлейкином 1-бета.

## Клиническая роль
Существует гипотеза, согласно которой вариации генов, кодирующих провоспалительные цитокины, в том числе IL1A, могут оказывать влияние на риск и течение болезни Альцгеймера.